# Cala de Sant Llorenç
La Cala de Sant Llorenç està situada a l'illa de Menorca i concretament al Sud del municipi d'Alaior. És una platja molt petita i està encaixonada entre penya-segats alts. Les condicions de la mar, desaconsellen el fondeig de les embarcacions. Els seus voltants estan formats per roques i l'aigua és cristal·lina. L'accés a la platja s'ha de fer a peu, cosa que limita la seva ocupació.